# Lachnum pudibundum
Lachnum pudibundum är en svampart som först beskrevs av Lucien Quélet, och fick sitt nu gällande namn av Joseph Schröter 1893. Lachnum pudibundum ingår i släktet Lachnum och familjen Hyaloscyphaceae.  Arten är reproducerande i Sverige. Inga underarter finns listade i Catalogue of Life.